# Dirty John
Dirty John est un podcast américain composé de 6 parties et inspiré d’une histoire vraie, celle des méfaits commis par John Meehan, escroc et sociopathe américain, de 1990 à 2016. 
Le podcast est enregistré par Christopher Goffard, et a été créé par Wondery et le Los Angeles Times. Les deux premiers chapitres ont été publiés le 2 octobre 2017. Le podcast a été téléchargé plus de 10 millions de fois en moins de six semaines après sa sortie.

## Titre
Le titre Dirty John est l'un des surnoms que les camarades de classe de John Meehan lui avaient donnés pendant ses années d'études à l'université de Dayton. Les autres surnoms de cette époque comprennent « Filthy John » et « Filthy ». Ces surnoms signifient en français « dégoûtant ». L'origine exacte de ces surnoms n'a jamais été divulguée dans le podcast.

## Synopsis
Dirty John est une histoire de crime réelle axée sur la vie de John Meehan. Le journaliste du Los Angeles Times, Christopher Goffard, a pour la première fois entendu parler de l'histoire de Meehan en apprenant que la police enquêtait sur un meurtre potentiel à Newport Beach en Californie, en 2016.
L’histoire porte principalement sur la relation de Meehan avec la femme d’affaires Debra Newell qu’il a rencontrée via un site de rencontres, les conséquences que cette relation a sur la famille de Debra et la descente aux enfers de cette dernière. Le podcast traite de thèmes tels que l'abus de confiance, la manipulation, l’extorsion financière, le chantage et le harcèlement.
Meehan a été poignardé le 20 août 2016 par la plus jeune fille de Debra Newell, Terra. Elle a agi en état de légitime défense lorsque ce dernier a tenté de la tuer sur le parking du toit de son immeuble. Il a été hospitalisé et est décédé le 24 août. 
Le reportage a été couvert par Dateline NBC le 12 janvier 2018 et comprenait des interviews de Goffard,,.

## Interprètes principaux
- Christopher Goffard, l'animateur, un journaliste désigné par le prix Pulitzer[6],[7]
- John Meehan, le nommé Dirty John
- Debra Newell, une femme d'affaires prospère recherchant l'amour en ligne
- Jacquelyn Newell, la fille aînée de Debra
- Terra Newell, la plus jeune fille de Debra
- Cash, le chien de Terra, un berger australien nain
- Shad Vickers, le neveu de Debra, le fils de sa défunte sœur Cindi
- John Dzialo, un avocat
- Tonia Sells, la première épouse de John

## Saison 1 (2018)

### Épisodes
1. Les Rêves accessibles (Approachable Dreams)
2. Premiers signaux d'alarme (Red Flags and Parades)
3. Souviens-toi que ça vient de moi (Remember It Was Me)
4. La Grenade (Shrapnel)
5. Le Seigneur grand exécuteur (Lord High Executioner)
6. Une chaussure (One Shoe)
7. Galanterie (Chivalry)
8. Cette jeune femme s'est battue à mort (This Young Woman Fought Like Hell)

## Saison 2 (2020)
1. Sans égard à la faute (No Fault)
2. La torture et l'alligator (The Turtle and the Alligator)
3. La consultation conjugale (Marriage Encounter)
4. Pas seulement une partie de plaisir (More to It Than Fun)
5. La thérapie du cri primal (Scream Therapy)
6. The Twelfth of Never
7. Le trophée (The Shillelagh)
8. La Perception est la réalité (Perception is Reality)

## Accueil
Dirty John a passé plus de trois semaines au sommet des tendances des podcasts iTunes américains tout en arrivant en tête des tendances en Australie, au Canada et au Royaume-Uni. Il a été téléchargé plus de 5 millions de fois en 3 semaines et plus de 10 millions de fois en moins de six semaines après sa sortie. Le 23 novembre 2017, il occupa la place du 6e podcast le plus téléchargé sur la plateforme iTunes américaine.
L'accueil des critiques a également été positif, le NME l'appelant « le meilleur podcast sur les crimes véritables depuis Serial » tandis que The Guardian a classé Dirty John parmi ses choix de podcast de la semaine. Dirty John a également reçu des critiques positives de Mashable The New Yorker Rolling Stone et The Daily Telegraph entre autres.
Pendant ce temps, Vulture.com a qualifié l’histoire de « stupéfiante », mais a mis en doute la nécessité d’utiliser un podcast afin de partager l’histoire.

## Adaptation télévisée
Une série inspirée du podcast a débuté sur la chaîne américaine Bravo le 25 novembre 2018. Elle a été créée, produite et écrite par Alexandra Cunningham et a pour acteurs principaux Connie Britton et Eric Bana,,,,,,.
Les droits de diffusion de la série ont été rachetés par Netflix, dont les huit épisodes de la première saison ont été mis en ligne sur la plateforme le 14 février 2019.